# Позитивное христианство

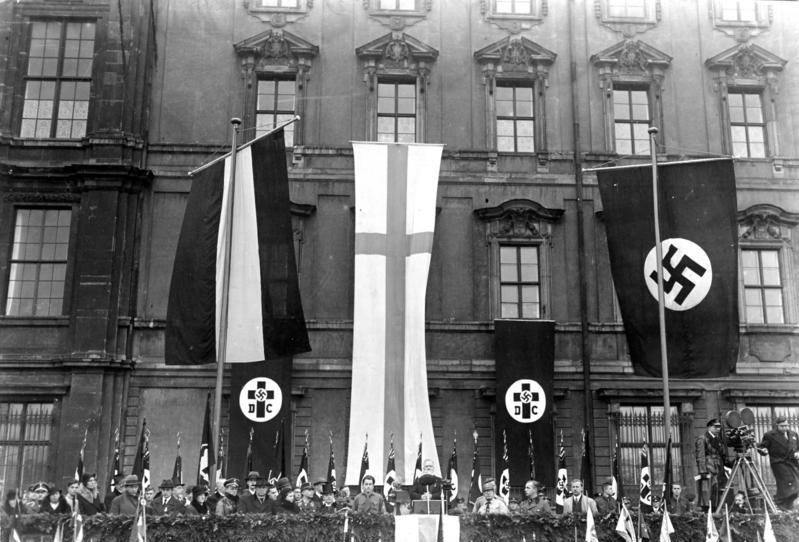
«Немецкие христиане» празднуют День Лютера в Берлине в 1933 году, речь епископа Хоссенфельдера

«Позитивное христианство» (нем. positives Christentum) — религиозное движение в нацистской Германии, которое продвигало идею, что «расовая чистота» немецкого народа должна поддерживаться через соединение расистской нацистской идеологии с основными элементами традиционного христианства. Адольф Гитлер с опорой на этот термин в пункте 24 Программы нацистской партии 1920 года, заявлял: «Партия как таковая представляет точку зрения позитивного христианства, не привязывая себя к какой-либо конкретной конфессии». Нацистское движение было враждебно существующим церквям Германии. Новая нацистская идея позитивного христианства развеяла опасения христианского большинства Германии, создав впечатление, что нацистское движение не было антихристианским. Тем не менее, в 1937 году Ганс Керрл, имперский министр по делам церкви, разъяснил, что «позитивное христианство» не «зависит от Апостольского Символа веры», как и от «веры во Христа как Сына Божьего», на чём основано христианство; скорее, его представляла нацистская партия: «Фюрер — вестник нового откровения».
Публичное преподнесение позитивного христианства Гитлером как традиционной христианской веры отличалось от этой трактовки. Несмотря на настойчивые требования Гитлера о создании единства с христианскими церквями в соответствии с нацистским антисемитизмом, сторонники позитивного христианства стремились дистанцироваться от еврейского происхождения Иисуса и христианской Библии. Основываясь на таких идеях, большая часть позитивного христианства отделилась от традиционного христианства, в результате чего оно обычно считается отступническим всеми основными христианскими церквями.
Гитлер на протяжении всей своей политической карьеры публично называл себя христианином, а иногда конкретно католиком, несмотря на критику со стороны библейских деятелей. Так, в речи от 12 апреля 1922 года он назвал себя христианином. Однако историки, в том числе Ян Кершоу и Лоуренс Рис, рассматривают принятие Гитлером термина «позитивное христианство» и его политическое участие в религиозной политике как обусловленное оппортунизмом и прагматическим признанием политической значимости христианских церквей в Германии. Тем не менее, попытки режима навязать нацистское «позитивное христианство» контролируемой государством Немецкой евангелической церкви по сути провалились, что привело к формированию диссидентской Исповедующей церкви, члены которой видели большую опасность для Германии со стороны «новой религии». В папской энциклике 1937 года «Mit brennender Sorge» («С огромной обеспокоенностью») Католическая церковь осудила такие аспекты нацистской идеологии, как идолопоклонство в отношении расы, народа и государства.
В развитии «позитивного христианства» важную роль сыграл официальный идеолог нацизма Альфред Розенберг. Его учение предполагало разрыв как с Римом, так и с протестантскими церквями, доктрины которых он назвал «негативным христианством». Православие не подвергалось критике со стороны Розенберга, и историк Ричард Штейгманн-Галл ставит вопрос, сделала ли эта, казалось бы, специфическая оппозиция западному христианству Розенберга подлинным антихристианином.
Розенберг задумал позитивное христианство как переходную веру, которая приведёт христианство к нацистскому антисемитизму. На фоне провала попыток режима контролировать протестантизм через посредство пронацистских «немецких христиан» Розенберг вместе с другими радикалами Робертом Леем и Бальдуром фон Ширахом поддержал неоязыческое «Движение немецкой веры», которое полностью отвергло традиционные иудео-христианские концепции Бога.
Во время войны Розенберг разработал план будущей религии в Германии, согласно которому «Позитивный христианский рейх» под влиянием германского язычества осуществит «изгнание иностранных христианских религий», замену Библии в качестве высшего по своему авторитету религиозного писания на «Майн кампф» как священное писание позитивного христианства, а замену христианского креста на свастику как «универсальный символ» европейского христианства в нацифицированных христианских церквях.